# Парагиппокампальная извилина

Парагиппокампальная извилина показана красным цветом.

Парагиппокампальная извилина или гиппокампальная извилина — область серого вещества головного мозга, которая окружает гиппокамп и является частью лимбической системы. Эта область играет важную роль в кодировании памяти. В некоторых случаях является одной из причин склероза гиппокампа. Асимметрия этой области может быть обнаружена при шизофрении.

## Структура
Передняя часть извилины включает периринальную кору и энторинальную кору. Термин "парагиппокампальный кортекс" охватывает заднюю часть парагиппокампальной извилины и среднюю часть веретенообразной извилины.

## Функция

### Распознавание сцены
Парагиппокампальная область мест (ПОМ) является подобластью парагиппокампальной извилины, которая располагается в середине нижнего височно-затылочного кортекса. ПОМ играет важную роль в кодировании и распознавании окружающей действительности. Исследования фМРТ показывают что эта область становится очень активной, когда человек видит топографические сцены, такие как пейзажи, виды городов или интерьер комнат. Более того, результаты исследования 2014 года показали, что стимуляция области внутричерепными электродами вызывает интенсивные топографические визуальные галлюцинации разных мест и ситуаций. Область впервые была описана Ненси Кенвишер и Расселом Эпштейном исследователями МИТ в 1998 году.
Повреждение ПОМ (к примеру, в результате инсульта) приводят к тому, что люди не могут визуально распознать сцены, даже если они могут распознать отдельные объекты в них (к примеру людей, мебель…). ПОМ часто рассматривается как дополнение к участку распознавания лиц в веретенообразной извилине, соседней области мозга, занятой распознаванием лиц.

### Социальные взаимодействия
Для правой парагиппокампальной извилины предполагается, что она участвует не только в визуальных, но и эмоционально-речевых функциях, например, помогает распознавать речевой сарказм.